# Oskił (wieś)
Oskił (ukr. Оскіл, wcześniej Czerwonyj Oskił, ukr. Червоний Оскіл) – wieś na Ukrainie, w obwodzie charkowskim, w rejonie iziumskim. W 2001 liczyła 3217 mieszkańców.